# آکیبا روبینشتاین
آکیبا روبینشتاین (لهستانی: Akiba Rubinstein; ۱ دسامبر ۱۸۸۰ – ۱۴ مارس ۱۹۶۱) استادبزرگ شطرنج اهل لهستان بود. او را بزرگترین شطرنج‌بازی که هرگز موفق به کسب عنوان قهرمانی جهان نشد دانسته‌اند.
روبینشتاین متخصص آخر بازی بود و به ویژه در به‌کارگیری رخها در پایان بازی مهارت داشت. او از نخستین شطرنج‌بازانی است که به اهمیت آخر بازی در انتخاب شیوهٔ گشایش واقف بود و آن را در بازیها به کار می‌بست. به گفته مفسرین روحیه کمالگرایی در بازیهای او وجود داشت.